# Glitch (música)
Glitch és un gènere de música electrònica sorgit als anys noranta. S'ha descrit com que té una "estètica de fracàs" que es distingeix per l'ús deliberat de glitch -basat mitjans de comunicació d'àudio i altres artefactes sònics.
Els sons de fallades que apareixen a les pistes de fallades solen provenir d’un dispositiu de gravació d’àudio o de mal funcionament de l'electrònica digital, com ara salt de CD, brunzit elèctric, distorsió digital o analògica, flexió de circuits, reducció de la taxa de bits, soroll de maquinari, errors de programari, fallades d’ordinador, disc de vinil xiulets o esgarrapades i errors del sistema. De vegades s'utilitzen dispositius que ja estaven trencats i, de vegades, es trenquen expressament amb aquest propòsit. A Computer Music Journal, el compositor i escriptor Kim Cascone va classificar el problema com un subgènere d’ electrònica i va utilitzar el terme post-digital per descriure l'estètica del problema.

## Història
Els orígens de l'estètica falla es poden remuntar a principis del segle XX amb el manifest futurista de Luigi Russolo L'arte dei rumori (L'art dels sorolls) (1913), la base de la música noise. Es va construir generadors de soroll mecànic, que va cridar intonarumori, i va escriure diverses composicions per a ser jugat per ells, incloent Risveglio di una città (El despertar d'una ciutat) i Convegno di Automobili i Aeroplani (Reunió d'automòbils i avions). El 1914, va esclatar un motí en una de les seves representacions a Milà, Itàlia. Entre els músics i compositors posteriors que van fer ús de la tecnologia que funcionava malament, hi havia Michael Pinder de The Moody Blues a " The Best Way to Travel " (1968) i Christian Marclay, que van utilitzar discos de vinil mutilats per crear collages sonors a partir del 1979. Yasunao Tone va utilitzar CD danyats en la seva actuació de Techno Eden de 1985, mentre que l'àlbum de Nicolas Collins de 1992, It Was a Dark and Stormy Night, incloïa una composició que comptava amb un quartet de corda tocant al costat del so de tartamudeig de saltar CD. La banda sonora electrònica de Yuzo Koshiro i Motohiro Kawashima per al videojoc Streets of Rage 3 de 1994 va utilitzar seqüències aleatòries automàticament per generar sons experimentals "inesperats i estranys".
Glitch es va originar com un moviment diferent a Alemanya i Japó durant la dècada de 1990, amb l'obra musical i etiquetes (especialment Mille Plateaux) d'Achim Szepanski a Alemanya, i l'obra de Ryoji Ikeda al Japó.
Wohnton d' Oval, produït el 1993, va ajudar a definir el gènere afegint estètica ambiental.
Els primers usos del terme glitch relacionats amb la música inclouen la cançó "Glitch" del duet electrònic Autechre (1994) i l'àlbum Worship the Glitch del grup electrònic ELpH (1995).

## Tècniques de producció
A la darreria de la meitat del segle xx, la música experimental que va servir de precursor del problema contenia distorsions que sovint es produïen per la manipulació manual de suports d'àudio. Això es va produir en forma de CD "ferits" de Yasunao Tone ; es van col·locar petits trossos de cinta semitransparent al CD per interrompre la lectura de la informació d'àudio. Altres exemples d'aquesta manipulació manual inclouen la modificació d'una guitarra elèctrica de Nicholas Collins per actuar com a ressonador de senyals elèctriques i l'adaptació d'un reproductor de CD per permetre que les gravacions que s'hi reprodueixen poguessin ser alterades durant les actuacions en directe. Saltar CD, discos de vinil ratllats, flexió de circuits i altres distorsions semblants al soroll electrònic apareixen de manera destacada en la creació de ritme i sensació d’error; és a partir de l’ús d’aquests artefactes digitals que el gènere deriva el seu nom. Tanmateix, els problemes actuals es produeixen sovint en ordinadors mitjançant programari de producció digital per empalmar petits "talls" (mostres) de música de treballs enregistrats anteriorment. Aquests talls s'integren després amb la signatura de la música de fallades: pulsacions compostes de fallades, clics, ratllades i sorolls de so erroni. Les fallades solen ser molt curtes i s'utilitzen normalment en lloc de la percussió o la instrumentació tradicionals. El programari popular per crear música falla inclou rastrejadors com Jeskola Buzz i Renoise, així com programes modulars com Reaktor, Ableton Live, Reason, AudioMulch, Bidule, SuperCollider, FLStudio, Max/MSP, Pure Data i ChucK. Alguns artistes també utilitzen sintetitzadors digitals com el Clavia Nord Modular G2 i el Machinedrum i Monomachine d'Elektron.

## Glitch hop
Glitch hop és un terme que s'utilitza per cobrir diversos desenvolupaments de la música electrònica de ball i la música hip-hop que utilitza algunes característiques i estètica de la música glitch. El gènere normalment encarna la mateixa estètica que la música falla, però amb un enfocament més urbà.
El glitch hop va prendre forma al voltant de l'any 1997 a partir dels primers treballs de Push Button Objects a l'etiqueta Chocolate Industries. El 2001 el gènere va guanyar popularitat gràcies a segells com Merck Records, Warp Records i Ghostly International. Entre els artistes glitch hop més notables hi ha Machinedrum, Dabrye, Prefuse 73, edIT, Jimmy Edgar, Lackluster i Proswell. A finals de la dècada de 2000, el glitch hop va experimentar un descens massiu en la creació de contingut a mesura que els professionals del gènere van començar a ramificar-se en altres gèneres. Durant aquest temps, dubstep va ser sens dubte el gènere EDM més rendible dels Estats Units. Per tant, molts artistes de glitch hop van començar a fer un nou estil de música electrònica que utilitzava la mateixa estètica que el dubstep, alhora que incorporaven alguns elements de la música de glitch (manipulació de baixa fidelitat, tartamudes, repeticions de ritme, revessos i talls). En lloc de canviar el nom del seu nou gènere, els artistes van mantenir el nom de glitch hop. Els artistes moderns de glitch hop reben habitualment crítiques pel fet d’utilitzar el terme glitch hop quan l'estil actual del gènere musical no sona com un problema o un hip hop instrumental. Malgrat les crítiques rebudes dels aficionats tradicionals al glitch hop, molts artistes del glitch hop han tingut una carrera rendible. Entre els artistes populars de glitch hop moderns hi ha David Tipper, The Glitch Mob, KOAN Sound, pegboard nerds, Pretty Lights, GRiZ, TheFatRat i Hefe Heetroc.